# Élection présidentielle pakistanaise de 1965
L'élection présidentielle pakistanaise de 1965 s'est déroulée le 2 janvier 1965. Elle oppose le président Muhammad Ayub Khan, arrivé au pouvoir à la suite d'un coup d’État militaire en 1958, à Fatima Jinnah, sœur du père de la nation. Largement gagné par le premier, le scrutin le confirme dans son poste.

## Contexte
Muhammad Ayub Khan est arrivé au pouvoir à la faveur d'un coup d’État militaire en octobre 1958. En 1960, il organise un plébiscite ouverts à seulement 80 000 grands électeurs qui le confirme dans son poste à près de 95 %. En 1962, après la fin de la loi martiale, Ayub Khan autorise de nouveau les partis politiques. C'est également cette année qu'une nouvelle constitution entre en vigueur ; elle prévoit que seuls les 80 000 grands électeurs peuvent voter lors des scrutins nationaux. 
La Ligue musulmane du Pakistan qui soutenait le président se scinde en deux : la « convention » qui soutient Ayub Khan, et le « conseil » qui s'y oppose en rejoignant plus tard le « Front démocratique uni » mené par Huseyn Shaheed Suhrawardy. En 1964, Ayub Khan annonce la convocation d'une élection présidentielle.

## Résultats
Le scrutin se tient le 2 janvier 1965. D'après les résultats officiels, près de 64 % des 80 000 grands électeurs votent pour Muhammad Ayub Khan et 35 % pour Fatima Jinnah. Si Ayub Khan obtient des résultats très solides dans les zones rurales, Fatima réalise de bons scores dans les grandes villes, notamment à Dacca et Chittagong dans le Pakistan oriental et même à Karachi.